# Mico
Mico — рід широконосих приматів родини Ігрункові (Callitrichidae). Це маленькі примати, які живуть у басейні Амазонки. 

## Таксономія
Міко відрізняються від Callithrix зубною морфологією, генетикою та географією поширення. Callibella humilis раніше розглядався як вид Mico, але тепер має свій власний рід, Callibella, в основному завдяки відмінностям в розмірі (значно менший) і генетиці. Mico відрізняються від Saguinus збільшеними розмірами різців, такого ж розміру, як ікла.

## Опис
Досягають довжини тіла від 18 до 30 сантиметрів, хвіст довжиною до 40 сантиметрів, вага становить близько 300—470 гр. Шерсть тонка і шовковиста, колір варіюється залежно від виду від білого через сірий до темно-коричневого і чорного. Іноді задня частина тулуба, кінцівки, або хвіст пофарбовані контрастно. Хвіст довший тіла, густий і не чіпкий. Лице безволосе і часто тілесного кольору або сіре. У деяких видів виділяються великі вуха, в інших присутні китиці на вухах. Як у всіх ігрункових на пальцях рук і ніг (за винятком великого пальця) є кігті замість нігтів.

## Поширення
Mico населяють басейн Амазонки і трохи на південь від Мадейри. Більшість видів зустрічається тільки в Бразилії, тільки Mico melanurus в східній Болівії і крайньої півночі Парагваю. Середовище проживання цих тварин тропічні ліси, часто вони зустрічаються зі щільним підліском вторинних лісах або на узліссях.

## Спосіб життя
Mico, як і всі ігрункові денні, вночі вони сплять в заростях рослин або в дуплах дерев. Вони деревні, там вони рухаються безперервно або стрибками рачки.
Вони живуть в групах від 4 до 15 тварин. Це, як правило, широкі сімейні групи, які організовані навколо репродуктивно здатної пари. Групи населяють області від 10 до 40 гектарів, які вони захищають проти родичів.
Як і всі ігрункові мають спеціалізовані зуби, здатні гризти отвори в корі, щоб дістатися до деревного соку. Ця їжа відіграє велику роль в часи, коли мало фруктів і насіння. Ще один компонент їжі комахи і павуки, іноді вони також їдять яйця і невеликих хребетних.
Як правило, тільки панівна самиця народжує. Період вагітності складає близько 130—150 днів, переважно народжується двоє дитинчат. Самиці зазвичай досягають статевої зрілості у 12—17 місяців, самці у віці від 15 до 25 місяців.

## Види
- Рід: Mico
  - Вид: Mico acariensis
  - Вид: Mico argentatus
  - Вид: Mico chrysoleucus
  - Вид: Mico emiliae
  - Вид: Mico humeralifer
  - Вид: Mico intermedius
  - Вид: Mico leucippe
  - Вид: Mico manicorensis
  - Вид: Mico marcai
  - Вид: Mico mauesi
  - Вид: Mico melanurus
  - Вид: Mico munduruku
  - Вид: Mico nigriceps
  - Вид: Mico saterei
  - Вид: Mico schneideri